# Ананда Кумарасвамі
Ананда Кентіш Кумарасвамі (там. ஆனந்த கெந்திஷ் குமாரசுவாமி, Коломбо, 22 серпня 1877 — Нідхам, 9 вересня 1947) — це один з найвидатніших митців Шрі-Ланки.

## Біографія
Ананда Кумарасвамі вважається одним з найвидатніших дослідників індійського мистецтва і, ширше, взаємодії східної та західної символічних цивілізацій.
У понад тисячі праць, опублікованих між 1904 та 1947 роками, він детально досліджував різні аспекти, пов'язані з мисленням, ритуалами та символізмом, покладаючись на свою неабияку ерудицію, що ґрунтується на ретельному філологічному аналізі текстів та творів мистецтва. Його підхід до мистецтва був суворо практичним, він черпав натхнення у східній культурі та уникав чистого естетичного задоволення. Він надавав глибокі пояснення причин такого підходу.
У 1902 році Кумарасвамі одружився з англійською фотографкою Етель Мері Партрідж, але розлучився у 1913 році. Потім він одружився вдруге з меццо-сопрано Ратан Деві (раніше відома як Еліс Річардсон), з якою у нього народився син Нарада і донька Рохіні. Після прибуття до Сполучених Штатів у 1922 році він розлучився з Ратан Деві й одружився з американською художницею Стеллою Блох. Однак їхній союз також закінчився у 1930 році. 18 листопада того ж року Кумарасвамі вступив у четвертий шлюб з Луїзою Рунштейн, і у них народився син Рама Поннамбалам.
З 1933 року і до самої смерті він обіймав посаду наукового співробітника з дослідження індійського, перського та ісламського мистецтва в Музеї образотворчих мистецтв у Бостоні. У Шрі-Ланці й Ананда Кумарасвамі, і його батько, сер Муту Кумарасвамі, шануються як національні герої. Він був ревним послідовником православ'я.

## Науковий доробок
Традиційне мистецтво
- Elements of Buddhist Iconography, Harvard University Press, 1935.
- Figures of Speech or Figures of Thought?: The Traditional View of Art, (World Wisdom 2007)
- Introduction To Indian Art, (Kessinger Publishing, 2007)
- Buddhist Art, (Kessinger Publishing, 2005)
- Guardians of the Sundoor: Late Iconographic Essays, (Fons Vitae, 2004)
- History of Indian and Indonesian Art, (Kessinger Publishing, 2003)
- Teaching of Drawing in Ceylon (1906, Colombo Apothecaries)
- The Indian craftsman (1909, Probsthain: London)
- Voluspa; The Sibyl's Saying (1909, Essex House Press, London)
- Viśvakarmā; examples of Indian architecture, sculpture, painting, handicraft (1914, London)
- Vidyāpati: Bangīya padābali; songs of the love of Rādhā and Krishna], (1915, The Old Bourne press: London)
- The mirror of gesture: being the Abhinaya darpaṇa of Nandikeśvara (with Duggirāla Gōpālakr̥ṣṇa) (1917, Harvard University Press; 1997, South Asia Books,)
- Indian music (1917, G. Schirmer; 2006, Kessinger Publishing,
- A catalog of sculptures by John Mowbray-Clarke: shown at the Kevorkian Galleries, New York, from May the seventh to June the seventh, 1919. (1919, New York: Kevorkian Galleries, co-authored with Mowbray-Clarke, John, H. Kevorkian, and Amy Murray)
- Rajput Painting, (B.R. Publishing Corp., 2003)
- Early Indian Architecture: Cities and City-Gates, (South Asia Books, 2002) I
- The Origin of the Buddha Image, (Munshirm Manoharlal Pub Pvt Ltd, 2001)
- The Transformation of Nature in Art, (Sterling Pub Private Ltd, 1996)
- Bronzes from Ceylon, chiefly in the Colombo Museum, (Dept. of Govt. Print, 1978)
- Early Indian Architecture: Palaces, (Munshiram Manoharlal, 1975)
- The arts & crafts of India & Ceylon, (Farrar, Straus, 1964)
- Christian and Oriental Philosophy of Art, (Dover Publications, 1956)
- Archaic Indian Terracottas, (Klinkhardt & Biermann, 1928)
- Yaksas, (Munshirm Manoharlal Pub Pvt Ltd, 1998) ISBN 978-81-215-0230-6

Метафізика
- Hinduism and Buddhism, (Kessinger Publishing, 2007; Golden Elixir Press, 2011)
- Myths of the Hindus & Buddhists (with Sister Nivedita) (1914, H. Holt; 2003, Kessinger Publishing)
- Buddha and the gospel of Buddhism (1916, G. P. Putnam's sons; 2006, Obscure Press,)
- A New Approach to the Vedas: An Essay in Translation and Exegesis, (South Asia Books, 1994)
- The Living Thoughts of Gotama the Buddha, (Fons Vitae, 2001)
- Time and eternity, (Artibus Asiae, 1947)
- Perception of the Vedas, (Manohar Publishers and Distributors, 2000)
- Coomaraswamy: Selected Papers, Volume 2, Metaphysics, (Princeton University Press, 1977)

Соціальна критика
- Am I My Brothers Keeper, (Ayer Co, 1947)
- The Dance of Shiva — Fourteen Indian essays Turn Inc., New York; 2003, Kessinger Publishing,
- The village community and modern progress (12 pages) (Colombo Apothecaries, 1908)
- Essays in national idealism (Colombo Apothecaries, 1910)
- Bugbear of Literacy, (Sophia Perennis, 1979)
- What is Civilisation?: and Other Essays. Golgonooza Press, (UK),
- Spiritual Authority and Temporal Power in the Indian Theory of Government, (Oxford University Press, 1994)

Посмертні колекції
- The Door in the Sky. Coomaraswamy on Myth and Meaning, (Princeton University Press, 1997)
- Coomaraswamy: Selected Papers, 3 volumes: Traditional Art and Symbolism, Metaphysics, His Life and Work, (Princeton University Press, 1977)
- The Essential Ananda K. Coomaraswamy, (2003, World Wisdom)
- Guardians of the Sun-Door, (Fons Vitae, 2004)